# فلز درهم‌تنیده (مجموعه تلویزیونی)
فلز درهم‌تنیده (به انگلیسی: Twisted Metal) یک مجموعه تلویزیونی کمدی اکشن پسا آخرالزمانی آمریکایی است که توسط رت ریس، پال ورنیک و مایکل جاناتان اسمیت ساخته شده است. این مجموعه بر اساس فرانچایز بازی ویدیویی به همین نام توسط سونی اینتراکتیو اینترتینمنت ساخته شده است. آنتونی مکی، استفانی بئاتریز، توماس هدن چرچ، ویل آرنت و ساموآ جو را از جمله بازیگران این مجموعه هستند. این مجموعه تلویزیونی نیم ساعته در مورد راننده‌ای است که در حالی که توسط غارتگران تعقیب می‌شود، تلاش می‌کند تا یک بسته را تحویل دهد. فصل اول مجموعه به تعداد ۱۰ قسمت در ۲۷ ژوئیه ۲۰۲۳ از پیکاک پخش شد. در دسامبر ۲۰۲۳، سریال برای فصل دوم تمدید شد که در ۳۱ ژوئیه ۲۰۲۵ به نمایش درآمد.

## داستان
سریال دربارهٔ جان دو، یک شیر فروش پرحرف است که توسط زنی مرموز و خردمند، وظیفه پیدا می‌کند تا بسته‌ای را تحویل دهد. او در این راه باید با غارتگران و یک مأمور بزرگراه نیز مقابله بکند.

## بازیگران
- آنتونی مکی در نقش جان دو
- استفانی بیاتریز در نقش کوآیت
- ساموآ جو در نقش سوئیت توث
- ویل آرنت در نقش صداپیشه سوئیت توث
- توماس هیدن چرچ در نقش مأمور استون
- آنتونی کریگن در نقش کالیپسو (فصل ۲)

## انتشار
تمام ده قسمت این سریال در تاریخ ۲۷ ژوئیه ۲۰۲۳ توسط پیکاک منتشر شد. در دسامبر ۲۰۲۳، سریال برای فصل دوم تمدید شد که در ۳۱ ژوئیه ۲۰۲۵ به نمایش درآمد. 

## نظرات
این سریال با واکنش متوسطی از سوی منتقدان روبرو شد.